# جینو فرر کالگاری
جینو فرر کالگاری (انگلیسی: Gino Ferrer Callegari; ۱۴ آوریل ۱۹۱۱ – ۱۴ آوریل ۱۹۵۴) بازیکن فوتبال اهل ایتالیا بود.
از باشگاه‌هایی که در آن بازی کرده‌است می‌توان به باشگاه فوتبال ویرتوس انتلا، باشگاه فوتبال آ.اس. رم، باشگاه فوتبال پادوا، باشگاه فوتبال سمپدوریا، و باشگاه فوتبال جنوآ اشاره کرد.